# Центральный Бедфордшир
Центра́льный Бе́дфордшир (англ. Central Bedfordshire) — унитарная единица в Восточной Англии, в центре церемониального графства Бедфордшир. Население — 233 661 человек. Площадь — 715 км². Крупнейшие города — Данстебл и Лейтон-Баззард. Административный центр — деревня Чиксандс.

## География
Центральный Бедфордшир находится в западной части региона Восточная Англия, в центре церемониального графства Бедфордшир и занимает площадь 715 км². Граничит на северо-востоке с районами Саут-Кембриджшир и Хантингдоншир графства Кембриджшир, на юго-востоке с районами Норт-Хартфордшир, Сент-Олбанс, Дакорум графства Хартфордшир и унитарной единицей Лутон, на западе с районом Эйлсбери-Вейл и унитарной единицей Милтон-Кинс графства Бакингемшир, на севере с унитарной единицей Бедфорд.

## История
Унитарная единица образована в ходе реформы местного самоуправления 1 апреля 2009 года путём слияния районов Средний Бедфордшир и Южный Бедфордшир.

## Население
На территории унитарной единицы Центральный Бедфордшир проживают 233 661 человек, при средней плотности 326 человек/км².

## Состав
В состав района входят 12 городов:
- Амптхилл
- Арлси
- Биглесвад
- Данстебл
- Флайтвик
- Хоутон-Реджис
- Лейтон-Баззард
- Линслейд
- Поттон
- Санди
- Шеффорд
- Стотфолд

и 68 общин (англ. civil parish).
Населённые пункты:
| - Амптхилл - Арлси - Бартон-ле-Клей - Биглсуэйд - Бланем - Брум - Вудсайд - Гринфилд - Данстебл - Итон-Брей - Каддингтон - Камптон - Клифтон - Клопхилл - Крэнфилд | - Лангфорд - Лейтон-Баззард - Лидлингтон - Линслейд - Марстон Моретэн - Милбрук - Молден - Нортхилл - Олд-Уорден - Паллоксхилл - Пепперсток - Поттон - Саттон - Саутхилл - Силсо | - Слип-Энд - Стотфолд - Стэнфорд - Стэппингли - Сэнди - Тебворт - Тоддингтон - Уиксэмс - Уингфилд - Уоберн - Уэстонинг - Флиттон - Флитуик - Фэрфилд-Парк - Хайнес | - Харлингтон - Хасборн-Кроули - Хенлоу - Хигем-Гобион - Хит-энд-Рич - Хоутон-Конквест - Хоутон-Регис - Чалтон - Чиксэндс - Шеффорд - Шиллингтон - Эвертон - Эспли-Гиз |

## Политика
Жители Центрального Бедфордшира принимают участие в выборах в Палату общин Великобритании по избирательным округам «Лутон-Юг», «Средний Бедфордшир», «Северо-восточный Бедфордшир» и «Юго-Западный Бедфордшир» первые три из которых лишь частично совпадают с территорией унитарной единицы.
Местное самоуправление в Центральном Бедфордшире обеспечивает совет унитарной единицы, который совмещает в себе полномочия и функции совета графства и районного совета. Первые выборы в совет унитарной единицы , состоящий из 66 депутатов, прошли 4 июня 2009 года. В результате последних выборов 48 мандатов из 59 были завоеваны Консервативной партией. Совет Центрального Бедфордшира расположен в здании Приори-Хаус в деревне Чиксэндс.

## Экономика
На территории Центрального Бедфордшира, в городе Данстебл, расположена штаб-квартира компании «Whitbread», акции которой входят в базу расчёта индекса FTSE 100. В городе Сэнди — штаб-квартира крупной строительной компании «Kier Group», акции которой входят в базу расчета индекса FTSE 250.
Центральному Бедфордширу соответствует геокод стандарта ISO 3166-2:GB — GB-CBF, стандарта ONS — 00KC, стандарта GSS — E06000056.